# Rhacoma latifolia
Rhacoma latifolia là một loài thực vật có hoa trong họ Dây gối. Loài này được Urb. miêu tả khoa học đầu tiên.